# Vila Nova da Baronia
Vila Nova da Baronia é uma povoação portuguesa sede da Freguesia de Vila Nova da Baronia do Município de Alvito, freguesia com 128,33 km² de área e 1084 habitantes (censo de 2021), tendo, por isso, uma densidade populacional de 8,4 hab./km².
Vila Nova da Baronia situa-se a pouco menos de 140 km a sul de Lisboa, e a cerca de 40 km da sede de distrito, Beja.
Outrora foi chamada Vila Nova de Alvito, Vila Nova a par de Alvito e Vila Nova a par de Viana, tendo recebido o atual nome no século XVIII, por fazer parte dos domínios do barão de Alvito. Foi vila e sede de concelho entre 1280 e 1836. Este era constituído apenas pela freguesia da sede e tinha, em 1801, 704 habitantes.

## História

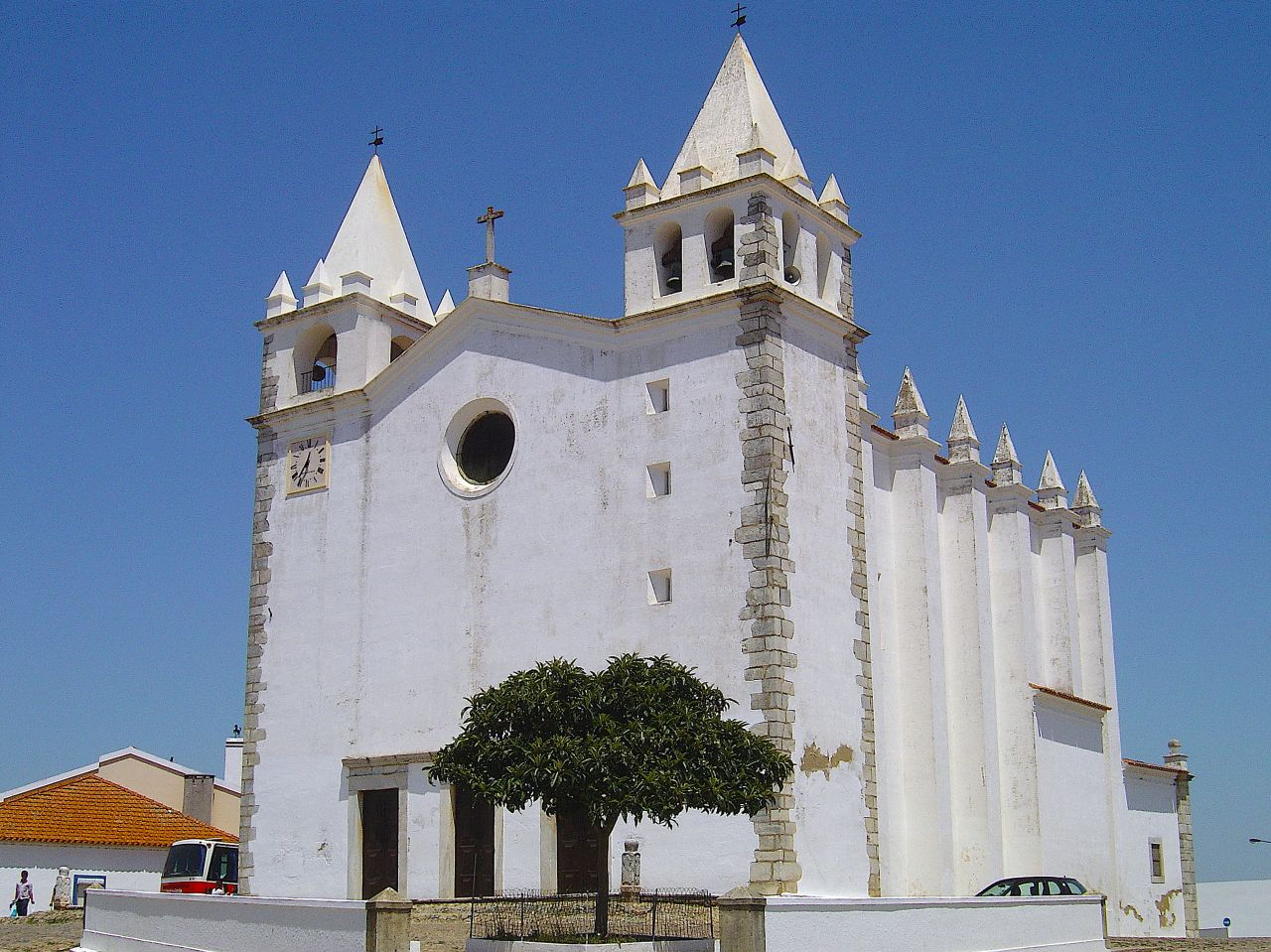
Igreja Matriz de Vila Nova da Baronia.

### Origens
A povoação existe pelo menos desde o século XIII, sendo referida como tendo sido fundada em terrenos oferecidos em 1257 pelo concelho de Évora a Estêvão Eanes, chanceler-mor do rei D. Afonso III, que depois os integrou no seu couto de Alvito. Originalmente chamava-se Vila Nova de Alvito, tendo ao longo da sua história passado por várias denominações, como Vila Nova a par de Alvito, Vila Nova junto a Alvito ou Vila Nova junto a Viana, só tendo recebido o nome definitivo de Vila Nova da Baronia no século XVIII, por estar inserida no senhorio dos Barões de Alvito.
Em 1279, foi deixada em testamento por Estêvão Eanes à Ordem da Santíssima Trindade de Santarém, que logo no ano seguinte lhe passou um foral. Porém, em 1283 o senhorio deixou de estar na posse da ordem, devido a conflitos com o rei D. Dinis, ficando apenas com o padroado das igrejas. Os terrenos passaram para as propriedades da coroa no ano seguinte, e em 1289 o rei confirmou o foral. A Ordem da Trindade também terá sido responsável pela primeira Igreja Matriz de Vila Nova da Baronia.

### Séculos XIV a XVII
Em 1315, D. Dinis cedeu o senhorio à sua sobrinha, D. Isabel, tendo estado na posse desta família até 1368, quando o rei D. Fernando o entregou a D. João Afonso Tello, em conjunto com Alvito. No entanto, regressou à coroa na sequência da Crise dinástica de 1383–1385, com o afastamento dos nobres que tinham estado aliados a Espanha.
Assim, em 1384 é doada por D. João I a Fernão Álvares Pereira, sendo então conhecida como Vila Nova de Alvito, mas logo no ano seguinte voltou para os bens da coroa. Em 1387, o rei D. João I entregou ambos os senhorios a Diogo Lopes Lobo, tendo-se mantido na posse desta família até ao fim das donatarias. O monarca confirmou todos os privilégios em 1391.
Em 1516 o rei D. Manuel I emitiu um novo foral, sendo também neste ano instalado o Vila Nova da Baronia, de acordo com uma inscrição naquele monumento. O período entre os séculos XVI e XVII foi de grande expansão em termos de edifícios religiosos no concelho, com a reconstrução da Igreja Matriz, e a construção da Igreja da Misericórdia, da Ermida de Santo António, da Capela de Nossa Senhora da Conceição, e da Capela de Santa Ágata. Nesta época destaca-se igualmente a instalação da Ponte do Azinhal.
A vila teve uma judiaria, na área da moderna Rua Professor Egas Moniz, tal como uma mouraria.
No século XVIII o concelho ganhou o nome definitivo de Vila Nova da Baronia, e nas memórias paroquiais de 12 de Maio de 1758, a vila é descrita como tendo 189 vizinhos, dois juízes ordinários e câmara, e pertencendo ao conde-barão D. José Lobo da Silveira Quaresma.

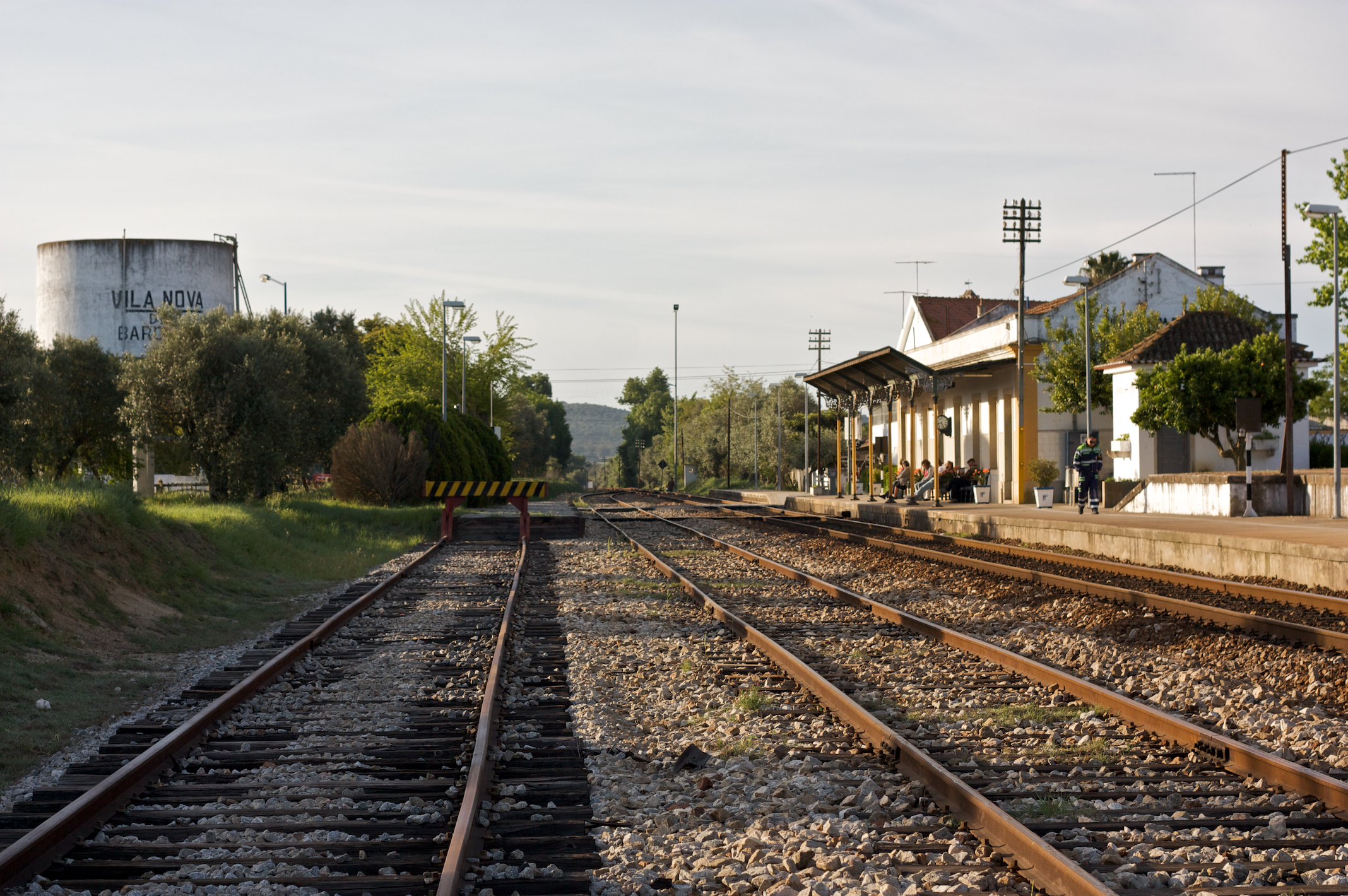
Estação de Vila Nova da Baronia, em 2009.

### Séculos XIX a XXI
Vila Nova da Baronia foi um concelho próprio até 1836, com autonomia administrativa e judicial, sendo dois vestígios desse período o pelourinho quinhentista e o edifício dos antigos Paços do Concelho, este último construído no século XVII. Passou a fazer parte do concelho de Alvito, estando então integrada na Diocese e comarca de Évora, e na provedoria de Beja, enquanto que do ponto de vista judicial passava a estar dependente de Alvito. Porém, esta medida não foi bem acolhida pelas populações locais, tendo sido feitas várias tentativas para sair do concelho de Alvito. A primeira, em 1869, não teve sucesso, tal como uma proposta de 1871 para se juntar Vila Nova da Baronia ao município de Viana do Alentejo. Esta última foi vigorosamente contestada pela Câmara Municipal de Alvito, alegando que tal medida iria não só reduzir o Distrito de Beja, como iria colocar em causa a existência do próprio concelho de Alvito e da comarca de Cuba. Entretanto, em 15 de Fevereiro de 1864 a vila passou a estar servida por caminho de ferro, com a inauguração do lanço da Linha do Alentejo entre Vendas Novas e Beja.
No século XX, apesar da situação de declínio em que se encontrava o concelho, ainda se regista a construção de algumas infraestruturas, como a Casa do Povo, e uma escola primária em Vila Nova da Baronia, no âmbito do Plano dos Centenários, iniciado na década de 1940 pelo Estado Novo.
Em 10 de Junho de 2015 foi inaugurado na vila um monumento aos combatentes na Guerra do Ultramar. Nas décadas de 2010 e 2020 a freguesia foi alvo de vários empreendimentos públicos por parte da autarquia de Alvito, incluindo a remodelação da ETAR em 2018, e principalmente a instalação da Zona de Actividades Económicas de Vila Nova da Baronia, cujas obras arrancaram em 2023, e que tinha como finalidade «dotar a vila de lotes com características adequadas a fixação de empresas que contribuam para o desenvolvimento económico do concelho».

## Acessibilidades
É servida pela Estrada Nacional nº 383, que assegura a ligação à localidade do Torrão (18 km) e por estradas intermunicipais e municipais que asseguram as ligações à sede do município, Alvito (5 km), a Viana do Alentejo (5 km) e a Ferreira do Alentejo (32 km).
A Estação Ferroviária de Vila Nova da Baronia foi uma importante estação na região, sendo uma das poucas a ser servida por comboios Intercidades no Baixo Alentejo, fazendo várias ligações diárias a Lisboa, Évora e Beja.
Atualmente, no Baixo Alentejo, não há estações ferroviárias com serviço de Intercidades, sendo necessário efetuar a viagem de automotora (comboio regional movido a diesel) até à Estação de Casa Branca e depois fazer o transbordo para o Intercidades proveniente de Évora com destino a Lisboa (efetua paragens em Vendas Novas, Pinhal Novo e Pragal, em Almada).
As viagens com destino a Évora e Beja são efetuadas também por automotoras.

## Clima
O clima desta zona interior Sul do País apresenta forte feição mediterrânea. Esta traduz-se nomeadamente em precipitações relativamente baixas e concentradas no Inverno, temperaturas médias altas, amplitudes térmicas elevadas, humidade relativamente baixa, nebulosidade baixa e insolação e radiações elevadas no Verão.
Geologicamente, o Concelho de Alvito, e subsequentemente a freguesia de Vila Nova da Baronia, situa-se no limite entre os terrenos antigos antemesozoitos, pertencentes ao bordo ocidental do Maciço Hespérico, na parte Sudoeste da zona de Ossa-Morena, e os terrenos mais modernos mesocenozóicos que constituem a orla ocidental, localmente representados pelas formações cenozóicas da bacia do Sado.

## Demografia
A população registada nos censos foi:
| Ano  | 0-14 Anos | 15-24 Anos | 25-64 Anos | > 65 Anos |
| 2001 | 181       | 194        | 594        | 359       |
| 2011 | 159       | 116        | 639        | 331       |
| 2021 | 123       | 109        | 528        | 324       |

## Atividades económicas
A agricultura apresenta-se como principal atividade económica da freguesia. Os outros sectores, como a construção, comércio e serviços tem um papel menor na geração de riqueza da freguesia.
As principais atividades agrícolas são tipicamente mediterrânicas, tais como a extração de cortiça, a cultura de trigo, cultura de oliveiras tradicionais, criação de suínos, ovinos e bovinos. A cultura de vinha também tem vindo a ganhar alguma relevância nos últimos anos.
Embora a freguesia de Vila Nova tenha de certa forma "resistido" à implementação das culturas superintensivas de olivais e amendoais, estes têm vindo a ganhar alguma dimensão nos últimos anos.

## Festas tradicionais
Em Vila Nova da Baronia realizam-se três festas tradicionais por ano, as festas de Sant'Águeda e São Neutel, no fim de semana de Pascoela; a Feira Anual, no terceiro fim de semana de Julho e as festas de Santa Maria nos dias 14 e 15 de Agosto.

## Gastronomia
A gastronomia na freguesia de Vila Nova da Baronia é tipicamente alentejana e os principais pratos (típicos do Alentejo) servidos nos vários restaurantes são açorda (ou sopa) de cação, ensopado de borrego, carne de porco à alentejana, migas, sopa de beldroegas, carrasquinhas, entre outros. Mas também são confecionados pratos típicos da cozinha portuguesa, como o cozido à portuguesa ou o bacalhau espiritual, bem como grelhados na brasa.

### Lista de Restaurantes
- Café/Restaurante "Flor de Sal", na Rua Joaquim Henrique da Silva.
- Café/Bar/Restaurante "O Camões",  na Rua 5 de Outubro.
- Café/Restaurante "O Casão", na Rua Joaquim Henrique da Silva.
- Bar do Grupo Desportivo e Cultural da Baronia, na Avenida 1º de Maio.

## Património
- Igreja Matriz de Vila Nova da Baronia ou Igreja de Nossa Senhora da Assunção
- Capela de Santa Ágata ou Ermida de Santa Águeda ou Ermida de São Neutel
- Igreja da Misericórdia de Vila Nova da Baronia
- Pelourinho de Vila Nova da Baronia
- Capela de Nossa Senhora da Conceição (Vila Nova da Baronia)
- Ermida de Nossa Senhora da Graça
- Ermida de Santo António (Vila Nova da Baronia)
- Ermida de São Pedro (Vila Nova da Baronia)
- Paços do Concelho de Vila Nova da Baronia
- Passos de Vila Nova da Baronia
- Ponte do Azinhal

## Instituições e Serviços
- Biblioteca Municipal de Vila Nova da Baronia, Rua Bento Jesus Caraça
- Centro Paroquial de Vila Nova da Baronia, Rua Infante D. Henrique
- Clube de Caçadores de Vila Nova da Baronia
- Crédito Agrícola do Guadiana Interior, balcão de Vila Nova da Baronia, Rua 5 de Outubro
- Jardim de Infância/Creche de Vila Nova da Baronia
- Grupo Desportivo e Cultural de Vila Nova da Baronia, Av. 1.º de Maio
- Junta de Freguesia de Vila Nova da Baronia, Rua Bento Jesus Caraça
- Lar de Terceira Idade, Rua Infante D. Henrique
- Associação Baronia Jovem